# Rubus pergratus
Rubus pergratus är en rosväxtart som beskrevs av Blanchard. Rubus pergratus ingår i släktet rubusar, och familjen rosväxter. Inga underarter finns listade i Catalogue of Life.